# Langnau im Emmental
Langnau im Emmental – gmina (niem. Einwohnergemeinde) w Szwajcarii, w kantonie Berno, w regionie administracyjnym Emmental-Oberaargau, siedziba okręgu Emmental. 31 grudnia 2020 liczyła 9 262 mieszkańców.

## Transport
Przez teren gminy przebiegają drogi główne nr 10 i nr 243.